# Proasellus thermonyctophilus
Proasellus thermonyctophilus is een pissebed uit de familie Asellidae. De wetenschappelijke naam van de soort is voor het eerst geldig gepubliceerd in 1924 door Monod.